# スターファイヤー (DCコミックス)
スターファイヤー（英: Starfire）は、DCコミックスの出版するアメリカン・コミックスに登場する架空のスーパーヒロイン。マーブ・ウルフマンとジョージ・ペレスによって創造され、1980年の"DC Comics Presents #26"で初登場した。

## 人物
本名：コリアンダー (Koriand'r)
スターファイヤーはベガの恒星系に属するタマラン星の王族の第二子として生まれた。姉のコマンダー（ブラックファイヤー）が王女の継承者となっていたが、病弱であったために能力が発現せず継承権を妹のスターファイヤーに譲ることになった。戦いの訓練を姉妹で受けていた時、スターファイヤーは誤って姉のブラックファイヤーを崖から落としてしまう。飛行能力を身につけていたスターファイヤーは姉を救うが、それが余計にブラックファイヤーの反感を買うことになる。
恨みを募らせていたブラックファイヤーの裏切りでタマラン星がシタデルという種族に侵略され、降伏条件でスターファイヤーは奴隷として連れ去られてしまう。しかし、シタデルもまたサイオンという種族に襲撃され、スターファイヤーとブラックファイヤーは拉致され機械に繋がれる。この時の人体実験でスターファイヤーの能力は強化され、ブラックファイヤーも能力が発現する。その後スターファイヤーは宇宙船を奪って逃亡し、地球へ辿り着きティーン・タイタンズのメンバーと出会う。

## 書誌情報
| タイトル                         | 収録内容                                     | 刊行日    | ISBN           |
| -------------------------------- | -------------------------------------------- | --------- | -------------- |
| Starfire Vol.1: Welcome Home     | Starfire Vol.1 #1-6, Sneak Peek: Starfire #1 | 2016年3月 | 978-1401261603 |
| Starfire Vol.2: A Matter of Time | Starfire Vol.1 #7-12                         | 2017年1月 | 978-1401270384 |

## スピンオフ
タイニー・タイタンズ
ティーン・タイタンズのメンバーが小学生となった日常を描いた作品。
DCコミックス・ボムシェルズ
DCコミックスの女性キャラクターをピンナップガール調にアレンジしたシリーズ。

## 他のメディア

### 映画
『ティーン・タイタンズ・ゴー! トゥ・ザ・ムービーズ』 (2018年)
声 - ヒンデン・ウォルチ

### ドラマ
『TITANS/タイタンズ』 (2018年-現在)
演 - アナ・ジョップ、日本語吹替 - 鹿野真央

### アニメ
『ティーン・タイタンズ』 (2003年-現在)
声 - ヒンデン・ウォルチ
『ティーン・タイタンズGO!』 (2013年-現在)
声 - ヒンデン・ウォルチ
『DCスーパーヒーロー・ガールズ』 (2015年-現在)
声 - ヒンデン・ウォルチ
『ジャスティス・リーグ VS. ティーン・タイタンズ』 (2016年)
声 - カリ・ウォールグレン
『ティーン・タイタンズ:ジューダス・コントラクト』 (2017年)
声 - カリ・ウォールグレン
『Star Fire』（TBA）
声 - TBA

### ゲーム
『インジャスティス2』 (2017年)
声 - カリ・ウォールグレン
プレイアブルキャラクターとして登場している。
「Introducing Starfire!」 - YouTube